# Callulops omnistriatus
Callulops omnistriatus es una especie de anfibio anuro de la familia Microhylidae.

## Distribución geográfica
Esta especie es endémica de la provincia de Highlands del sur de Papua Nueva Guinea. Se conoce solo en su localidad típica, a unos 960 m de altitud.

## Descripción
Callulops omnistriatus mide de 55 a 60 mm para los machos y de 50 a 67 mm para las hembras. Su parte posterior es de color marrón purpúreo y una apariencia de ocelos en el nivel lumbar. Su vientre es lavanda, más oscuro en la garganta, la barbilla y muslos progresivamente hasta las piernas.

## Etimología
El nombre de su especie, compuesto del latín omnis, "todos", y de striatus, "estriado", le fue dado en referencia a los surcos presentes en sus discos digitales.

## Publicación original
- Kraus & Allison, 2009 : New species of frogs from Papua New Guinea. Bishop Museum Occasional Papers, vol. 104, p. 1-36[3]